# Северное (Раздольненский район)
Се́верное (до 1945 года Джела́л; укр. Сєверне, крымскотат. Celâl, Джелял) — село в Раздольненском районе Республики Крым, входит в состав Новосёловского сельского поселения (согласно административно-территориальному делению Украины — Новосёловского поселкового совета Автономной Республики Крым).

## Население
| 2001 | 2014 |
| ---- | ---- |
| 167  | ↘46  |

Всеукраинская перепись 2001 года показала следующее распределение по носителям языка
| Язык        | Процент |
| ----------- | ------- |
| русский     | 33,53   |
| украинский  | 6,59    |
| белорусский | 1,2     |

### Динамика численности
| - 1889 год — 89 чел. - 1900 год — 92 чел. - 1905 год — 117 чел. - 1915 год — 115/20 чел. - 1926 год — 220 чел. | - 1939 год — 546 чел. - 1989 год — 82 чел. - 2001 год — 167 чел. - 2009 год — 48 чел. - 2014 год — 46 чел. |

## Современное состояние
На 2016 год в Северном числится 1 улица — Северная; на 2009 год, по данным сельсовета, село занимало площадь 34 гектара, на которой в 12 дворах проживало 48 человек. Северное связано автобусным сообщением с райцентром и соседними населёнными пунктами.

## География
Северное — село на крайнем юго-востоке района в степном Крыму, у границы с Первомайским, высота центра села над уровнем моря — 63 м. Ближайшие населённые пункты — пгт Новосёловское в 2 км на юго-восток и сёла Первомайского района Тихоновка в 3,5 км на север и Кормовое в 4 км на северо-восток. Расстояние до райцентра около 36 километров (по шоссе), ближайшая железнодорожная станция — Евпатория — около 40 километров. Транспортное сообщение осуществляется по региональной автодороге 35К-015 Раздольное — Евпатория (по украинской классификации — Т-01-11).

## История
Первое документальное упоминание села встречается в Камеральном Описании Крыма… 1784 года, судя по которому, в последний период Крымского ханства Джит Аул входил в Каракуртский кадылык Бахчисарайского каймаканства. После присоединения Крыма к Российской империи (8) 19 апреля 1783 года, (8) 19 февраля 1784 года, именным указом Екатерины II сенату, на территории бывшего Крымского ханства была образована Таврическая область и деревня была приписана к Евпаторийскому уезду. Как Джалаир на дороге из Козлова в Перекоп, встречается у Петра Палласа в труде «Наблюдения, сделанные во время путешествия по южным наместничествам Русского государства в 1793—1794 годах». Затем, видимо, вследствие эмиграции крымских татар в Турцию, деревня опустела вновь и встречается, как хутор Джелал на карте 1836 и 1842 года.
В 1860-х годах, после земской реформы Александра II, поселение приписали к Чотайской волости Евпаторийского уезда и на трёхверстовой карте Шуберта 1865—1876 года опять обозначен хутор Джелал. Согласно энциклопедическому словарю Немцы России, деревня крымских немцев-лютеран Адамсфельд было основано на месте Джелала в 1865 году на 1500 десятинах земли. По «Памятной книге Таврической губернии 1889 года», по результатам Х ревизии 1887 года, уже в деревне Джелал числилось 14 дворов и 89 жителей.
Земская реформа 1890-х годов в Евпаторийском уезде прошла после 1892 года, в результате Джелал отнесли к Кокейской волости. По «…Памятной книжке Таврической губернии на 1900 год» в деревне, входившей в Джелалское сельское общество, числилось 92 жителя в 15 дворах. на 1905—117. На 1914 год в селении действовала лютеранская земская школа. На 1914 год в селении действовали лютеранская земская школа и медицинский участок с фельдшером. По Статистическому справочнику Таврической губернии. Ч.II-я. Статистический очерк, выпуск пятый Евпаторийский уезд, 1915 год, в деревне Джелал Кокейской волости Евпаторийского уезда числился 21 двор (11 дворов с землёй, 10 — безземельные) с немецким населением в количестве 115 человек приписных жителей и 25 — «посторонних», из которых 74 мужчины и 66 женщин. Жители владели 1647 десятинами удобной земли. В хозяйствах имелось 140 лошадей, 26 волов, 60 коров и 70 голов мелкого скота. Согласно списку 1915 года «…русских подданных из австрийских, венгерских или германских выходцев» землевладельцев, опубликованном в газете «Таврические губернские ведомости» в апреле 1915 года, при деревне Джелал значились братья Кайзер Эдуард Иоганнович и Кайзер Вильгельм Иоганнович, имевшие по 197 десятины земли и 20 крымских немцев, владевших от 1 десятины до 180 десятин земли. На 1917 год в селении действовала больница (врач и фельдшер).
После установления в Крыму Советской власти, по постановлению Крымревкома от 8 января 1921 года № 206 «Об изменении административных границ» была упразднена волостная система и в составе Евпаторийского уезда был образован Бакальский район, в который включили село, а в 1922 году уезды получили название округов. 11 октября 1923 года, согласно постановлению ВЦИК, в административное деление Крымской АССР были внесены изменения, в результате которых округа были отменены, Бакальский район упразднён и село вошло в состав Евпаторийского района. Согласно Списку населённых пунктов Крымской АССР по Всесоюзной переписи 17 декабря 1926 года, в селе Джелал, центре Джелалского сельсовета Евпаторийского района, числилось 62 двора, из них 30 крестьянских, население составляло 220 человек, из них 156 немцев, 43 русских, 7 украинцев, 3 грека, 3 армян, 2 еврея, 2 татарина, 1 белорус, 1 украинец, 2 записаны в графе «прочие», действовала немецкая школа. Постановлением КрымЦИКа от ВЦИК РСФСР от 30 октября 1930 года был создан Фрайдорфский еврейский национальный (лишённый статуса национального постановлением Оргбюро ЦК КПСС от 20 февраля 1939 года) район (переименованный указом Президиума Верховного Совета РСФСР № 621/6 от 14 декабря 1944 года в Новосёловский) (по другим данным 15 сентября 1931 года) Джелал включили в его состав. По данным всесоюзной переписи населения 1939 года в селе проживало 546 человек. Вскоре после начала Великой Отечественной войны, 18 августа 1941 года крымские немцы были выселены, сначала в Ставропольский край, а затем в Сибирь и северный Казахстан.
Указом Президиума Верховного Совета РСФСР от 21 августа 1945 года Джелал был переименован в Северное и Джелалский сельсовет — в Северский. 25 июля 1953 года Новоселовский район был упразднен и село включили в состав Евпаторийского. С 25 июня 1946 года Северное в составе Крымской области РСФСР, а 26 апреля 1954 года Крымская область была передана из состава РСФСР в состав УССР. Время включения в состав Новосёловского сельсовета пока не установлено: на 15 июня 1960 года село уже числилось в его составе. 1 января 1965 года, указом Президиума ВС УССР «О внесении изменений в административное районирование УССР — по Крымской области», вновь включили в состав Раздольненского (по другим данным — 11 февраля 1963 года). По данным переписи 1989 года в селе проживало 82 человека. С 12 февраля 1991 года село в восстановленной Крымской АССР, 26 февраля 1992 года переименованной в Автономную Республику Крым. С 21 марта 2014 года в составе Крыма аннексировано Россией.